# Спетерей
Спетерей (рум. Spătărei) — село у повіті Телеорман в Румунії. Входить до складу комуни Фуркулешть.
Село розташоване на відстані 97 км на південний захід від Бухареста, 18 км на південний захід від Александрії, 116 км на південний схід від Крайови.

## Населення
За даними перепису населення 2002 року у селі проживали 1263 особи, усі — румуни. Усі жителі села рідною мовою назвали румунську.